# Bertrand Ballouard
Bertrand Ballouard, né le 10 décembre 1971 à Sartrouville, est un arbalétrier français, licencié au club Pro Patria Montesson (Yvelines). Professeur de sport depuis 1995, il était jusqu'en 2008 entraîneur national de la carabine et de l'arbalète. 

## Palmarès
- Champion de France de tir à l'arbalète match 10 mètres en 2003, 2005, 2007, 2008, 2009 et 2011 pour son dernier championnat dans cette épreuve.
- Recordman de France de tir à l'arbalète match 10 mètres en 2001
- Champion du monde à l'arbalète match 10 mètres en 1991 et 2001
- Champion d'Europe à l'arbalète match 10 mètres en 1990
- champion de France à la carabine 10 mètres en 1991
- Triple champion de France par équipes, double champion d'Europe par équipes et champion du Monde par équipes
- Déclarant arrêter la carabine 10m à la fin de la saison 2016-2017, il remporte la première place aux Championnats de France à Montlucon le 1er février 2017.